# Franz Schubert
Franz Peter Schubert (Viena, Sacre Imperi Romanogermànic, 31 de gener de 1797 - Viena, Imperi Austríac, 19 de novembre de 1828) fou un compositor austríac. Tot i que va morir amb només trenta-un anys, Schubert és un dels grans compositors del segle xix, i el mestre indiscutible del lied: en va escriure uns 600, el conjunt més perfecte i variat de la història. Se'l sol considerar, gairebé, el creador del gènere. També va escriure música litúrgica, òperes, música incidental i una quantitat important de música de cambra i per a piano, així com nou simfonies (incloent-hi la famosa Simfonia Inacabada). D'ell, el compositor Ernst Krenek va dir que «lluny d'estar satisfet i abocar les seves encantadores idees en motlles convencionals, era un artista molt reflexiu amb un gran apetit per a l'experimentació».

## Biografia

### Infantesa i primers estudis
Era el dotzè fill de catorze de Franz Theodor Florian Schubert i Elisabeth Vietz; dels catorze només en van sobreviure cinc. El pare es va casar una altra vegada el 1813 i, amb la segona esposa, Arma Kleyenböck, va tenir uns altres cinc descendents més. Encara que Schubert per naixement és plenament vienès (el primer gran músic nascut a Viena), els seus antecedents paterns provenen d'una família de camperols moravians.

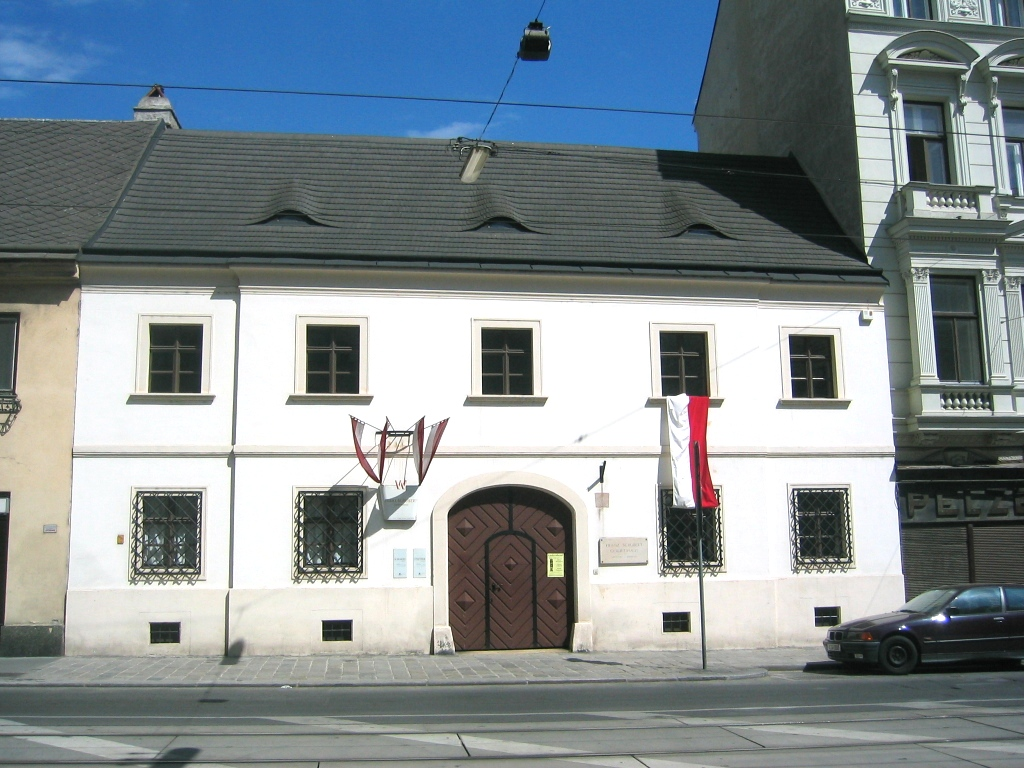
La casa on va néixer Schubert, avui Nussdorfer Strasse 54, al 9è districte de Viena

Era de procedència humil. Vivia en una barriada de Viena anomenada Liechtental, on el pare, que havia estudiat filosofia a la universitat, tenia cap al final del segle xviii una discreta posició social com a mestre d'escola. Els seus mèrits com a pedagog eren, segons es conta, certs: cap a 1804 comptava a la seva escola amb més de 300 alumnes i el 1828 li va ser concedida, com a premi a la seva tasca, la medalla d'or al mèrit civil. Encara que entre els seus coneixements també hi havia la música, aquesta no era la seva prioritat i, per això, no pot dir-se que Schubert –com Wolfgang Amadeus Mozart o Carl Maria von Weber– tingués uns antecedents clars que expliquessin la seva vocació.
Schubert va demostrar des dels primers anys una innata facilitat musical per a la qual aviat van ser insuficients els ensenyaments de violí i piano que el seu pare i el seu germà més gran, Ignaz, li havien proporcionat. En vista dels seus progressos, i superades certes dificultats, es va encomanar l'ampliació dels seus coneixements musicals a Michael Holzer, mestre de capella de la parròquia de Liechtental, que li va ensenyar cant, viola, orgue i baix continu i li va donar les primeres lliçons d'harmonia. Aviat Holzer es va adonar del talent del seu deixeble, de qui va dir: «Si vull ensenyar-li una cosa nova, ell ja ho sap. Per això no el tinc pròpiament com a alumne, sinó que parlo amb ell i el contemplo amb silenciosa admiració.»
El maig de 1808 van quedar vacants dues places al cor de nens de la capella imperial. Després de fer un examen brillant, Schubert, amb onze anys, va guanyar el dret a ingressar a l'Stadtkonvikt, col·legi municipal fundat el 1803 per l'emperador Francesc I i reservat únicament als cantors de la cort. En el tribunal qualificador del concurs hi havia Salieri –antic rival de Mozart i futur mestre de Schubert–, Joseph Eybler i el mestre de cor Philipp Körner. Així, el 2 d'octubre de 1808 es va obrir per a Schubert la porta del que havia de ser la seva «presó» fins al 1813.

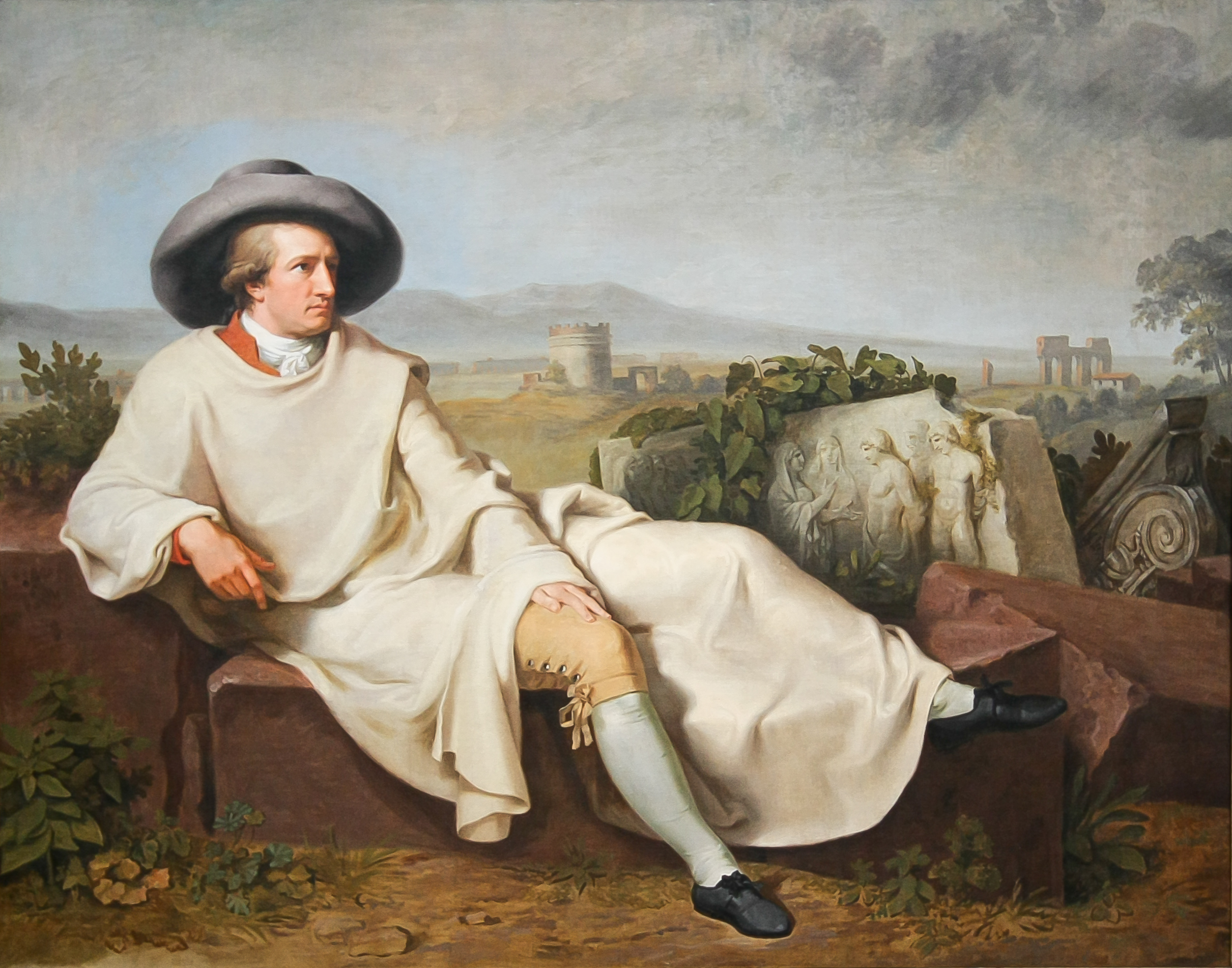
Goethe a la campagna romana (Tischbein - 1786)

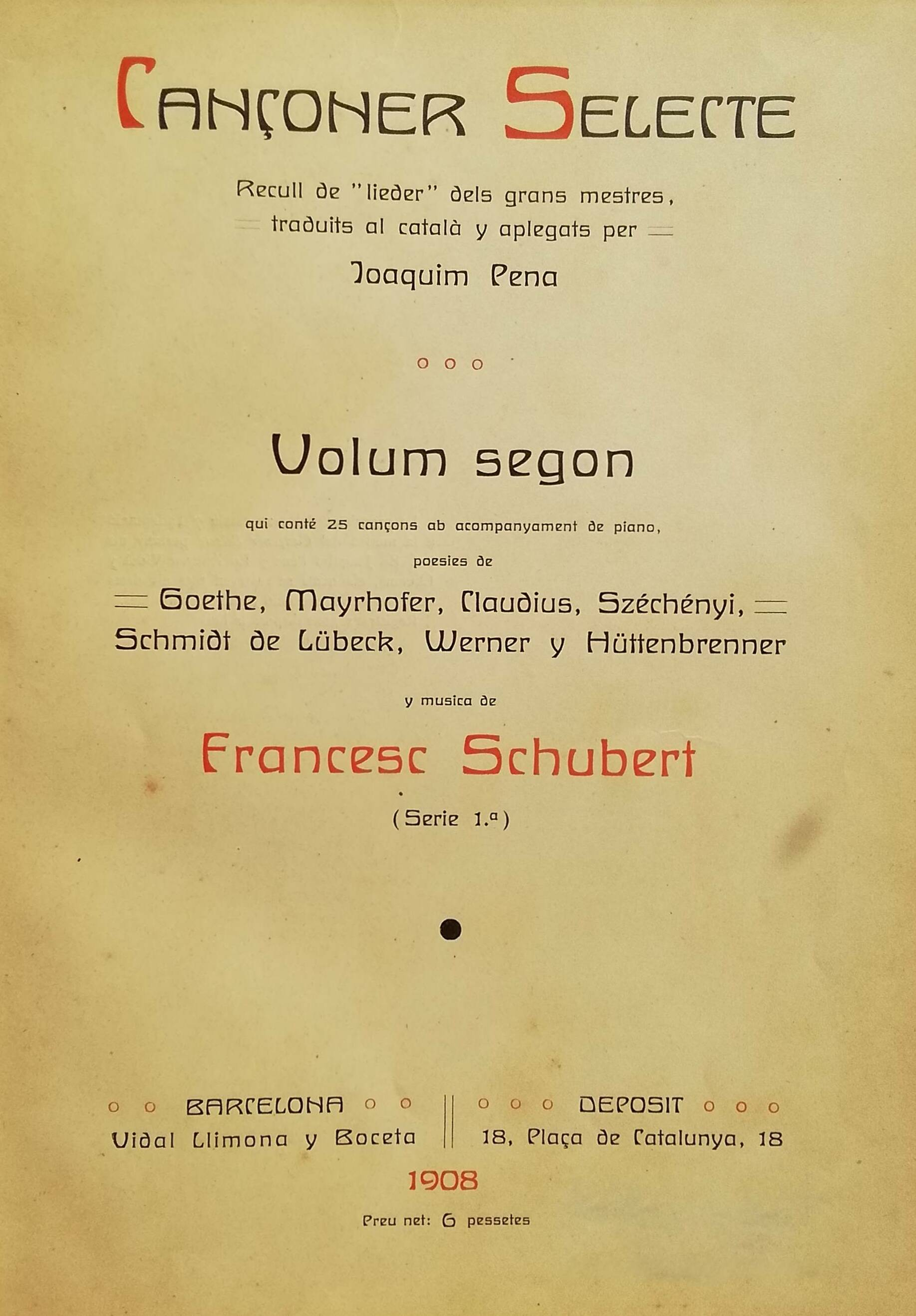
Recull de Lieder (cançons) de Schubert traduïdes al català i publicades a Barcelona l'any 1908

Molt aviat va començar a llegir obres del que seria el seu poeta favorit: Goethe. Les activitats musicals eren, per altra banda, abundants i didàctiques gràcies a l'entusiasme que mostrava el director del centre, Innocenz Lang. Un jove estudiant de dret, Josef von Spaun, que més tard arribaria a ser un dels millors amics de Schubert, es va encarregar de formar una petita orquestra dirigida per Wenzel Ružička, violinista del Hofburgtheater, organista de la cort i un magnífic músic. Schubert va destacar aviat com a violinista i en poc temps es va situar en el primer faristol. Fins i tot substituïa Ružička quan aquest faltava. Al mateix temps, en aquesta època inicià els primers esbossos compositius. L'orquestra funcionava molt bé i se sol·licitaven els seus serveis fora del recinte del col·legi. Gràcies a l'orquestra de l'escola, per a la qual va escriure les primeres simfonies, es va familiaritzar amb obres de Haydn, Mozart i Beethoven.
Alhora, va despertar l'interès de Salieri, que va decidir supervisar la seva educació musical. Aquesta és l'època de les primeres composicions conegudes: un Duet-fantasia per a piano (1810); un Quartet per a corda en sol, del qual no subsisteixen més que dos moviments; una obertura amb trompetes i timbales, i un primer assaig amb un lied, Hagars Klage (El lament d'Agar), compost sobre un poema de Schüking el 1811. Apareix en aquest moment la seva primera cançó sobre un text de Friedrich von Schiller: Des Mädchens Klage (El lament de la donzella). Totes aquestes obres neixen després del conflictiu any 1809, durant el qual les activitats de l'internat sofreixen nombroses alteracions a conseqüència de la guerra amb Napoleó, que finalitza amb el Tractat de Schönbrunn i amb el matrimoni de l'emperador francès amb Maria Lluïsa d'Àustria.

### Mort de la mare
El 28 de maig de 1812 mor, als cinquanta-cinc anys, la mare del compositor, fet que li suposa un cop molt dur, ja que amb ella mantenia unes relacions més tendres que amb el pare. En aquella època, Franz estava enfrontat amb el seu pare a causa de la seva vocació musical: ell ho vivia com una cosa veritablement vocacional per a la qual havia estat elegit; el seu pare, en canvi, la considerava una disciplina més, un interessant complement en una formació completa per al noi, que havia de ser –així ho tenia decidit– mestre d'escola.

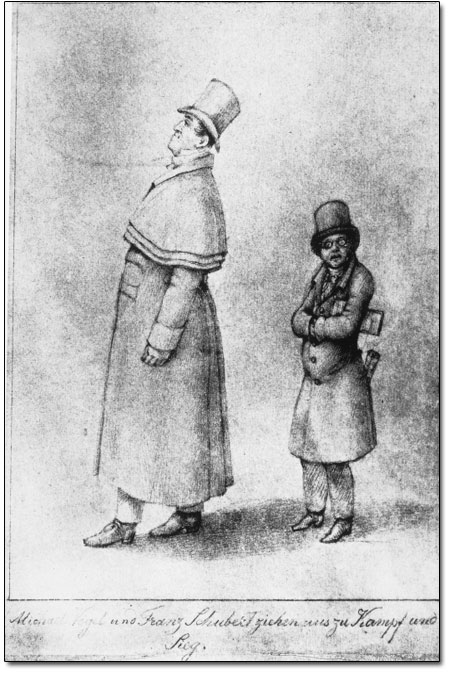
Schubert i Vogj. De talla petita (1,52 m), més aviat rabassut, llavis gruixuts i nas xato, l'aspecte de Schubert no era el d'un conquistador

Un mes després, Schubert va compondre els set números de la seva inacabada primera òpera: Der Spiegelritter (El cavaller del mirall), sobre llibret de Kotzebue. El Quartet de corda núm. 1 també data d'aquesta època. Totes aquestes obres varen ser creades per ser interpretades en família durant l'etapa que va restar a casa seva, període posterior a la mort de la seva mare. Als catorze anys compon els seus primers lieder i abans de fer els divuit ja havia creat una de les seves obres mestres, Gretchen am Spinnrade, el primer dels molts lieder inspirats en poemes de Johann Wolfgang von Goethe. Als dinou anys ja n'havia escrit més de 250.
A començaments de 1813 Schubert, en companyia de Spaun, va assistir a una representació d'Ifigènia a Tàurida de Gluck, obra que li va causar una profunda impressió. Segons Spaun, Schubert va comentar que «res al món no pot ser més bell que l'ària del segon acte d'Ifigènia». El coneixement d'aquesta obra va ampliar els seus horitzons operístics, ja oberts –sempre de la mà de Spaun– dos anys enrere, quan va assistir a les representacions de diverses òperes de Josef Weigl i La Vestale, de Spontini. Tanmateix, la nit d'Ifigènia és significativa, no tant perquè fos la primera vegada que va assistir a una obra de Gluck, sinó perquè hi va conèixer el poeta Theodor Körner i, sobretot, perquè va poder incloure Anna Milder en el paper d'Ifigènia i Michael Vogl en el d'Orestes.
L'any 1813 Schubert enllestí unes seixanta composicions, entre les quals hi havia sis quartets de corda, els més importants dels quals és el núm. 10 en mi bemoll major. El 28 d'octubre acaba la Primera Simfonia en re major. Dos dies després inicia la composició d'una òpera en tres actes: Des Teufels Lustschloss (El castell del plaer del diable), sobre un llibret de Kotzebue, que acabarà un any més tard.

### Tornada a casa
El seu pare, que s'havia tornat a casar feia uns mesos, veia amb bons ulls que es dediqués a la música i l'ajudés com a suplent a la seva escola. A partir d'aquest moment començarà per al músic una vida bohèmia, plena d'esperances, inseguretats, anhels i temors.
Tanmateix, la llibertat no seria, de moment, absoluta, ja que el 1814, a fi de completar la seva formació interrompuda, Schubert entrà en l'Escola Normal, de la qual n'era director el seu germà Ferdinand (1794-1859), i de la qual sortirà amb el títol d'ajudant d'instructor. Pare i germans –quatre d'ells dedicats a tasques d'ensenyament– l'esperaven per integrar-lo a l'escola paterna. Potser a causa de les noves preocupacions docents, els primers mesos d'aquell any no van aportar gran cosa a la seva producció musical.
Però a partir del maig, quan comença la composició de la seva primera Missa en fa major, va centrant-se a poc a poc en la música. Entre els fruits més importants d'aquesta època trobem un extraordinari lied, Gretchen am Spinnrade (Margarideta a la filosa), sobre un text de Goethe. L'estrena de la Missa, el 25 de setembre de 1814 a la parròquia de Liechtental, va ser significativa: va comptar amb l'assistència de Salieri i va tenir com a director al mateix autor i com a soprano solista el primer amor del músic: Therese Grob.
El músic es trobava cada vegada més lluny del món de l'ensenyament i es concentrava més en la composició, com si desitgés demostrar-se que era precisament per a això que era al món. En conseqüència, la resta de 1814 i tot el 1815 configuren una etapa en què va donar llum nombroses obres. Concretament, el 1815 va compondre: quatre òperes, al voltant de 150 lieder, dues simfonies, dues misses, un quartet de corda i multitud de composicions religioses, cors, sonates per a piano, etc. Una de les creacions més genials d'aquest període és el lied Erlkönig (El rei dels verns) D328, amb text –una vegada més– de Goethe.
Poc després, el 1816, Schubert aspirà a ocupar el lloc vacant de professor de música de l'Escola Normal de Laibach (l'actual Ljubljana), motiu pel qual va buscar la recomanació de Salieri. Malgrat això, la plaça se la va emportar Franz Sokoll, compositor resident a Klagenfurt.
L'abril d'aquest mateix any va aparèixer la Quarta Simfonia en do menor, «Tràgica», alhora que Spaun preguntava a Goethe si acceptaria la dedicatòria d'una sèrie de lieder de Schubert compostos en els dos anys anteriors, alguns dels quals estaven inspirats en textos del mateix Goethe. Schubert va continuar component i d'aquesta mateixa època pertanyen la Cinquena Simfonia i nous lieder amb text de Goethe.

### Vida bohèmia
Barallat amb el seu pare, la casa del seu amic Franz von Schober va esdevenir el seu primer refugi. En aquest moment pren la decisió d'abandonar la seva carrera de mestre i dedicar-se només a la música. Era el començament d'un llarg pelegrinatge, ja que mai va aconseguir mantenir-se només amb les seves composicions i, de fet, va sobreviure gràcies a la generositat dels seus nombrosos amics, que el varen anar acollint successivament a les seves cases. Així, va tenir una vida bohèmia envoltada d'intel·lectuals, amant de les tavernes i dels ambients populars, allunyat dels salons i de les etiquetes de la noblesa.
Va trencar també la seva relació de mestre-deixeble amb Salieri, estimant que ja no en podia rebre més ensenyaments pràctics, fonamentalment per la diversitat de criteris estètics: el professor volia que l'alumne centrés el seu art en formes i tradicions de tipus italià, emanades en part de Gluck, mentre que el deixeble se sentia atret per una forma compositiva més directament connectada amb la música germànica.
El març de 1817 coneix el baríton Michael Vogl, la influència del qual sobre el músic va ser gran, tant des del punt de vista personal -van ser grans amics- com musical.
Al llarg dels deu mesos que va passar a casa de Schober, Schubert va anar prenent contacte directe, de la mà d'aquell i de la de Spaun, amb una inquieta joventut d'artistes i intel·lectuals que majoritàriament
provenien de les capes de la burgesia i que de forma gairebé espontània s'unien i freqüentaven els mateixos cercles. Era la reacció davant l'opressió de Metternich.
Al final de 1817 torna a casa del seu pare perquè Schober s'ha de fer càrrec del seu germà malalt a França. Musicalment, l'estada a casa de Schober va resultar altament productiva, ja que hi van veure la llum obres com les sonates per a piano núm. 4, 6 i 8 i els lieder Die Forelle (La truita), An die Musik (A la música) i Der Tod und das Mädchen (La mort i la donzella).
La tornada a la llar paterna va ser dura. Va haver d'integrar-se de nou a la disciplina escolar i oblidar-se de la vida irregular i insegura, però atractiva, que últimament havia portat. Per aquesta raó, no és estrany que en els primers mesos de 1818 no es trobés en condicions creadores ideals i que les obres produïdes siguin relativament escasses. Entre elles, la sisena simfonia en do major, iniciada l'any anterior, una obertura en estil italià,
un rondó per a dos pianos, tres lieder, algunes peces breus per a piano... La rutina i l'avorriment, així com cert desànim -era l'època en què Rossini començava a fer-se popular a Viena- tenallaven el compositor.
L'1 de maig es va celebrar al vestíbul de l'hotel Emperador Romà un concert en el qual, per primera vegada, es va interpretar en públic una obra seva: l'Obertura italiana núm. 2. Començava a ser conegut. El seu nom va aparèixer en el diari Wiener Allgemeine Theater Zeitung, que va qualificar la peça d'encantadora.

### Estada amb els Esterházy

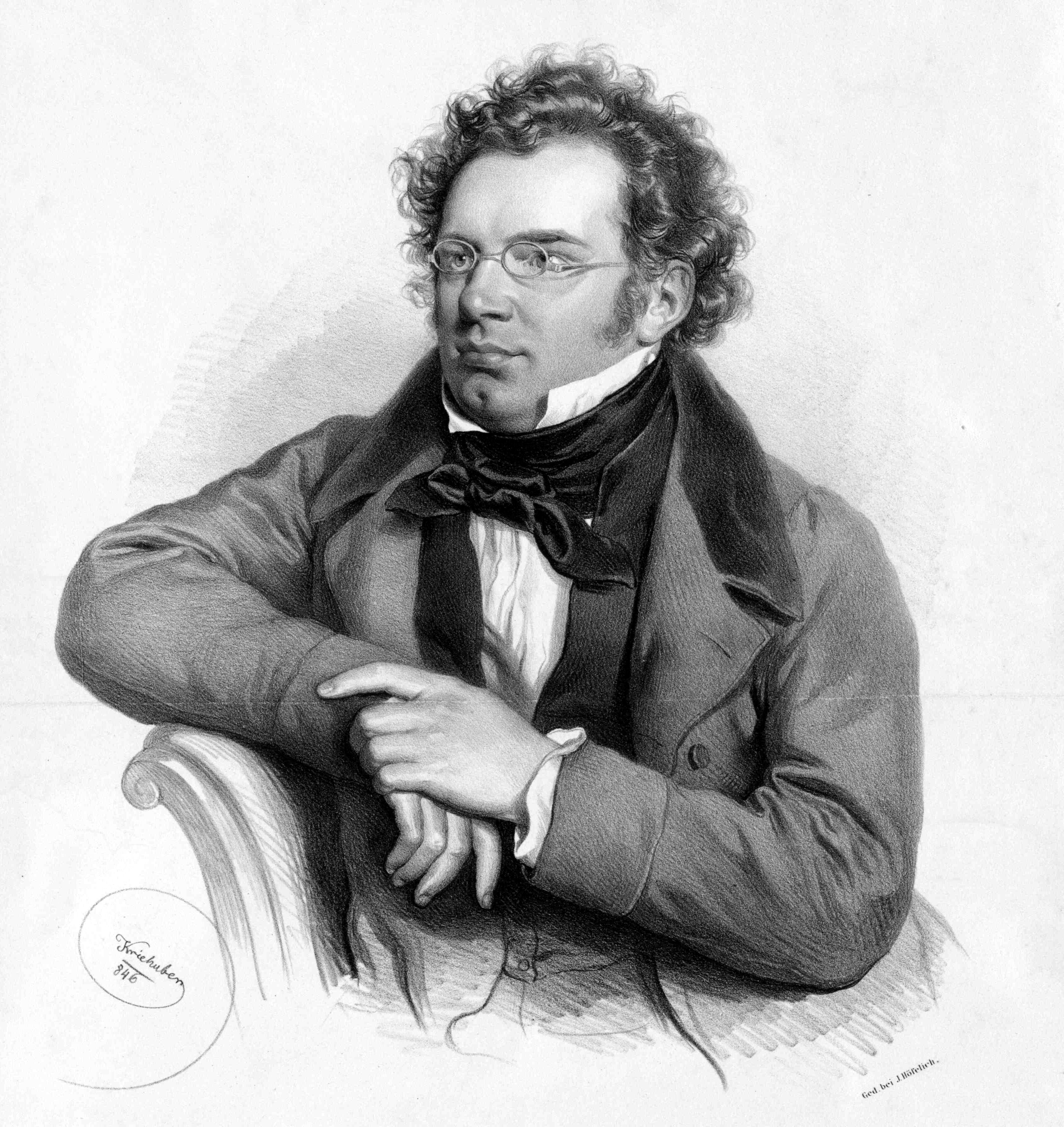
Litografia anònima de Franz Schubert

El juliol del 1818 Schubert va deixar Viena per primera vegada. Hüttenbrenner li havia presentat temps enrere el comte Johann Esterházy, cosí de Nicolas Josef Esterházy, el protector de Haydn. El noble el va contractar, per un salari de 75 florins mensuals, com a preceptor musical de les seves filles: Carolina, de tretze anys, i Maria, de quinze. Schubert es va instal·lar, així, al castell de Zseliz, localitat situada en el que llavors era territori d'Hongria, a uns 150 km de Viena.
Les primeres setmanes en el camp van millorar el compositor, que va recuperar forces, envoltat de gent agradable i apartat de la pesada rutina de l'escola. Llavors van ressorgir en ell l'optimisme i les ganes de compondre. No va passar gaire temps, tanmateix, abans que comencés a trobar a faltar la vida de la ciutat, més agitada i estimulant, més insegura i bohèmia (fins i tot amb l'obligació de donar classes al col·legi del seu pare), envoltat dels seus bons amics íntims.
El 19 de novembre, la família Esterházy i Schubert van tornar a Viena. Durant els quatre mesos que va durar la seva estada a Zseliz va compondre, entre altres obres, un Rèquiem alemany, dos duets per a piano, la sonata en si bemoll major per a piano a 4 mans i un quadern de Variacions en mi menor (Reposeu, bon cavaller). Altre cop a Viena, va decidir emancipar-se definitivament i abandonar l'activitat docent.
El gener d'aquell any va dur a terme la composició de l'opereta Die Zwillingsbrüder (Els germans bessons), que seria la seva primera estrena operística a l'any següent. Per guanyar-se la vida feia classes de música a les germanes Esterházy, sobretot a Maria, encara que ell, a poc a poc, començava a fixar-se (sentimentalment) en la jove Carolina; tenia temps lliure per compondre, llegir, conversar i assistir a tertúlies dels cafès, ben regades amb vi i cervesa. A més, cada matí dedicava sis hores a la creació.

### Estada a Steyr
En aquest nou ambient, va conèixer el mecenes Ignaz von Sonnleithner, el fill del qual, Leopold, era antic amic del músic. Aquest important personatge de la vida musical vienesa, a qui Beethoven llegarà els seus papers, s'erigeix en obert protector de Schubert. L'estiu d'aquell any va ser, sens dubte, un dels períodes més feliços de la vida de Schubert. El va passar a Steyr, on es va desplaçar en companyia de Vogl, natural de l'esmentada localitat, situada a
uns 125 km de Viena. La bellesa del paisatge, la serenitat de l'ambient, l'amabilitat i cordialitat de la gent van contribuir a fer agradable i profitosa la seva estada. Allà hi escriuria, per exemple, el famós quintet en la major, La truita.
L'any 1819 no va ser gaire productiu musicalment a causa de les revoltes socials. Tanmateix, a la fi d'aquell any va escriure una cançó que ràpidament es va fer famosa: Das Doricaen, composta per a quartet vocal. Al novembre del mateix any comença la Missa en la bemoll major, que acabaria el 1822. L'estiu següent compon la música per a l'espectacle teatral Die Zauberharfe (L'arpa encantada), que s'estrena el 19 d'agost en el Theater An der Wien amb crítiques diverses.
El novembre rep un nou cop: Therese Grob, el seu amor de primera joventut, probablement «el gran amor» de la seva vida, es casa, potser una mica despitada i sobretot resignada: l'actitud indecisa de Schubert, la seva situació inestable i la influència de l'autoritat paterna -encara que en aquesta data el pare d'ella ja havia mort- van contribuir que es produís aquest enllaç. Schubert el va acusar, si bé no va fer res per impedir-ho, i això va ajudar encara més a sumir-lo en el pessimisme i la desconfiança i que l'envaís un cert desànim creador.

### Primeres publicacions
L'any 1821 comença per a Schubert amb millors auspicis. Alguns dels seus lieder, després de ser interpretats en reunions privades, comencen a ser apreciats. Algunes de les seves peces «fàcils» per a piano comencen a tocar-se als salons de l'alta societat: obres a quatre mans, danses, poloneses, variacions, no sonates, ni impromptus massa originals per al gust del moment.
Però el gran públic continuava sense saber qui era aquell jove i continuava dirigint la seva atenció cap a artistes trivials i, sobretot, interessant-se per l'òpera dels italians, amb Rossini al capdavant. Aquesta és la raó fonamental per què els editors van donar l'esquena a les demandes de Schubert i dels seus amics en favor de la publicació d'algunes de les seves obres més significatives. Schubert ja havia compost dues terceres parts de la que seria la seva producció global.
Les primeres publicacions, però, no arriben fins que els seus amics encarreguen una subscripció pública que acaba sent molt reeixida. Schubert no va aconseguir estrenar ni publicar cap de les seves obres operístiques o orquestrals. Pel cap alt es van interpretar algunes composicions vocals o pianístiques en les cèlebres schubertíades. D'aquí el terme famós: reunions d'artistes de tots els àmbits que formaven un cercle brillant i animat dedicat a la música i a la lectura. Schubert tampoc no va mantenir una relació duradora ni va tenir fills. Però es va adscriure a un cercle íntim d'amics que li va brindar moltes satisfaccions personals, a més de constituir un públic fidel i sensible al seu art.

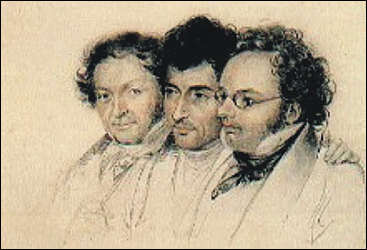
A l'esquerra Johann Baptist Jenger, al centre Anselm Hüttenbrenner i a la dreta Schubert. Pastel de Josef Teltscher

El juliol torna Atzenbrugg amb Schober, on compon una sèrie de danses. L'agost comença, a Viena, una simfonia en mi menor, que queda només esbossada. Al mes següent inicia l'òpera Alfonso und Estrella (Alfons i Estrella), sobre un llibret de Schober. Després d'un mes al castell d'Ochsenburg, l'obra va sent completada en una època en què abunden de nou les reunions amb els seus amics. Per aquestes dates coneix a través de Spaun el pintor i dibuixant Moritz von Schwind, set anys més jove, que es convertirà en el benjamí del grup i en un dels seus amics més fidels. La presentació a Viena, el 3 de novembre del 1821, de Der Freischütz (El franctirador) és un esperó per a Schubert, que admirava profundament Weber. Per això dedica els seus esforços a la composició d'Alfons i Estrella, que completarà el febrer del 1822. Però, com tantes obres del músic, no serà estrenada i publicada fins molts anys després de la seva mort.
En l'aspecte creatiu, l'any culmina amb la Missa en la bemoll major (que Schubert havia començat a compondre dos anys abans). Comença la simfonia en si menor, «Inacabada», i compon, gairebé sense interrupcions, la Wanderer-Fantasie, sobre el tema del lied homònim. En l'aspecte social, hi ha un reagrupament general d'amics, després de diverses baralles.

### Sífilis
A començaments del 1823, Schubert, que tenia només vint-i-sis anys i acabava de matricular-se per estudiar fuga, va contreure la sífilis, malaltia vergonyosa i de difícil curació en aquella època, que interioritzaria encara més el seu caràcter taciturn i somniador i amararia de tints foscos els seus últims anys, que transcorren plens de temors, d'inquietuds, d'estranyes alternatives i canvis.
Malgrat la malaltia i la pèrdua de diversos amics que s'havien desplaçat, Schubert continua component. Escriu tres obres per a l'escena: Die Verschworenen (La croada de les dames o Les conjurades), Ferabrás i Rosamunde, que s'estrenaria el 20 de desembre, amb només dues representacions. El maig comença el cicle de cançons de Die schöne Müllerin (La bella molinera). Diversos lieder de la sèrie, encara no acabada, són oferts en sessions privades al costat d'altres durant la nova visita que a l'estiu realitza a Linz i a Steyr acompanyant Vogl. Causen una gran impressió.

### La segona estada a Zseliz

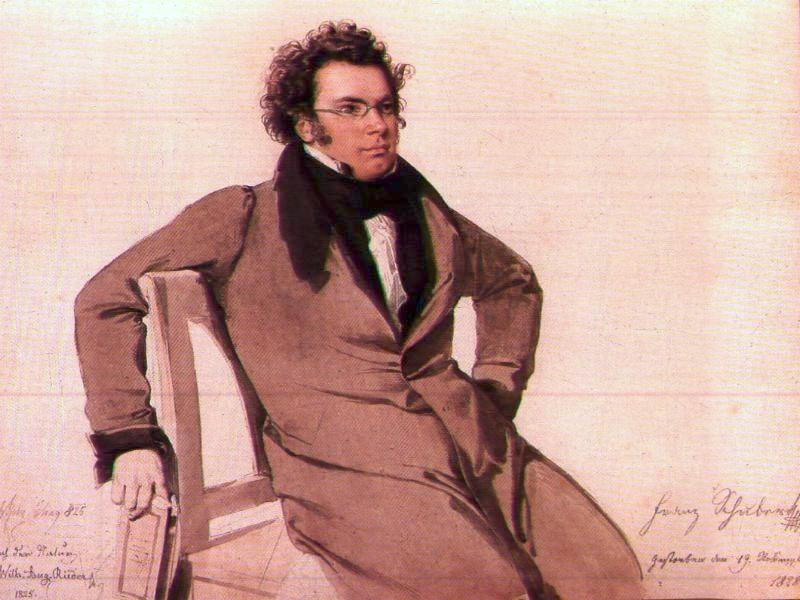
Retrat de Schubert realitzat el 1825 per Wilhelm August Rieder

L'estiu del 1824 es produeix un fet que aporta alguna llum a la foscor: és convidat de nou pel comte Esterházy a passar uns mesos a Zselz. Schubert accepta, tant per sortir de l'ambient de Viena com per recuperar forces en el camp i guanyar alguns florins. Segurament va influir el seu amor per Carolina Esterházy, que en aquell moment tenia vint anys. L'estada a Zseliz discorre, com era d'esperar, tranquil·la, serena i monòtona. Però troba a faltar als seus amics.
En tornar a Viena, Schubert resideix novament uns mesos a casa del seu pare, d'on parteix per viure una mica més tard amb Schwind. S'inicia una època que pot comptar-se entre les més felices de la seva vida: la malaltia sembla que remet; torna a trobar-se envoltat de bons amics; reprèn a començaments de 1825 la seva activitat compositiva, pràcticament interrompuda des de l'estiu pel que es refereix a obres significatives; freqüenta una altra vegada reunions i schubertiades i, almenys externament, somriu.

### La mort de Franz Schubert

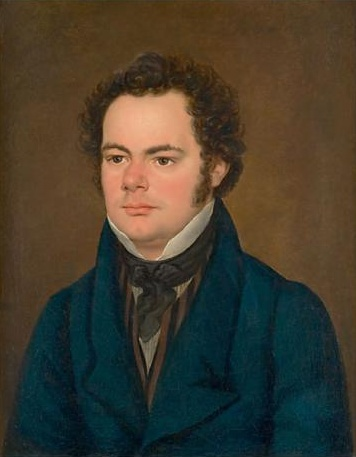
Schubert al voltant de 1827, obra d'Anton Depauly i que es troba a la Societat d'Amics de la Música de Viena

A primers de 1827, s'assabenta Schubert que la sol·licitud que havia fet a mitjan any anterior per ocupar el lloc vacant de director de la capella de la cort li havia estat rebutjada. L'elecció final recau sobre el conegut Joseph Weigl, que ja era director de l'Òpera de Viena. Un nou cop fort per al músic, que veu esvair-se una altra possibilitat de regularitzar la seva vida, i, sobretot, d'assegurar la seva manutenció. No obstant això, el geni no desapareix: el febrer surt a la llum la primera part del cicle de lieder Winterreise (Viatge d'hivern), després d'una casual lectura dels poemes de Müller, al qual ja havia musicat el poema La bella molinera.

La tornada a Viena coincideix amb una recaiguda en la seva malaltia, que accentuarà en gran manera la seva depressió. Per combatre-la es refugia en la composició de Winterreise i en la dels trios per a piano i corda. D'aquesta tardor són també els Impromptus i els Moments musicals. El maig Schubert va acabar la setena simfonia en do major i la cançó per a soprano, cor i piano Miriams Siegesgesang, amb text de Grillparzer. Va compondre també obres per a piano a quatre mans, com la Fantasia en la menor, Op. 103, dedicada a la comtessa Carolina Esterházy.

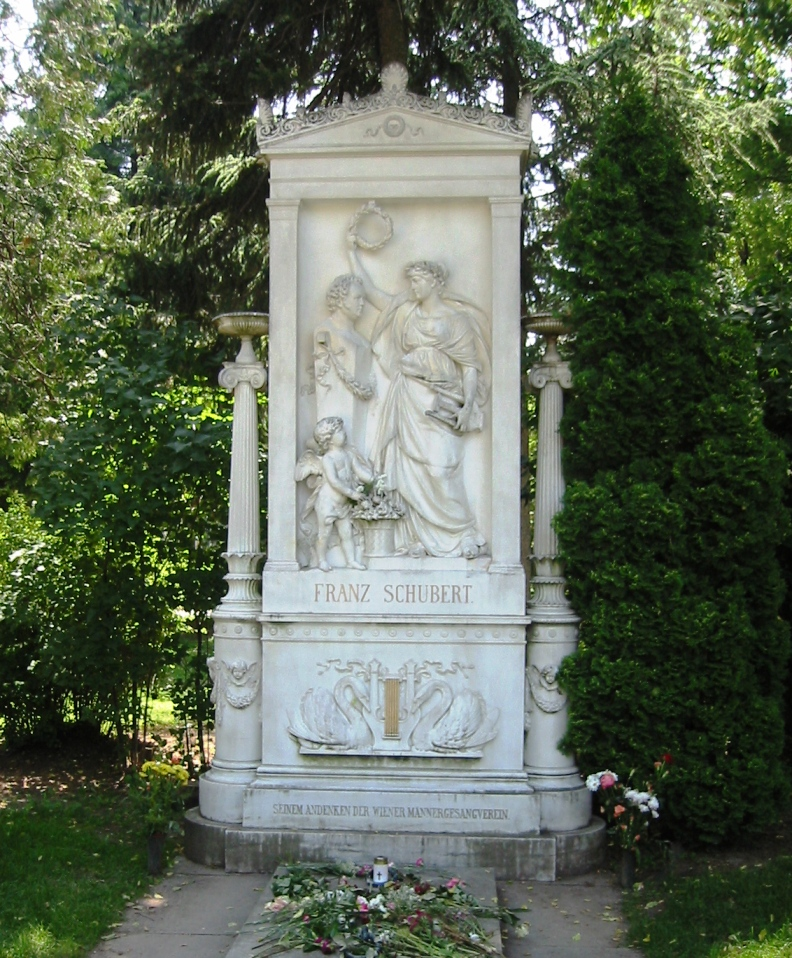
Tomba de Franz Schubert al cementiri central de Viena. A la seva mort, schubert fou enterrat, segons els seus desitjos, al costat de Beethoven al cementiri de Währing, però el 1888 es van traslladar les seves restes a aquest nou cementiri

A partir del segon trimestre, havent ultimat ja la simfonia en do major, Schubert, potser pressentint la seva propera mort, es va llançar a una activitat creadora inusitada, amb fruits madurs i extraordinaris: el quintet per a dos violoncels, el maig; la Missa en mi bemoll, el juny; el cicle de cançons Schwanengesang (El cant del cigne), entre agost i octubre, etc. Però la seva feble salut va anar ressentint-se gradualment al llarg d'aquesta estranya vigília creadora, que va mantenir el músic en un gairebé permanent estat de desvetllament.
Alguns dies més tard va caure malalt de febre tifoide, covada arran de la ingestió d'un peix en males condicions. Corregia llavors la segona part de Die Winterreise i somiava a finalitzar la seva òpera El comte Gleichen, sobre el llibre de Bauernfeld.
Els dos últims dies, tanmateix, va romandre sol, únicament acompanyat pel seu germà Ferdinand. Sembla que el temor al contagi va retreure els seus camarades en aquestes hores finals. Li va ser administrada l'extremunció i els seus pensaments darrers van ser per a Beethoven, la imatge del qual i personalitat sempre el van obsessionar: «No, no sóc al meu llit, Beethoven no es troba aquí.»
El seu últim desig, ser enterrat al costat de Beethoven, finalment es va complir. Schubert està enterrat en el mateix indret que Beethoven, reservat a músics il·lustres, al Zentralfriedhof (cementiri principal) de Viena. Admirava profundament Beethoven i malgrat viure a la mateixa ciutat, es va negar sempre a entrar en aquells altres cercles de l'alta societat. Això va repercutir en la seva obra i en la seva vida, ja que mai va arribar a conèixer la fama o l'èxit. No obstant això, Schubert, juntament amb Beethoven, posa els fonaments al que serà el Romanticisme. Es pot dir que Schubert representa l'essència del primer romanticisme: el lirisme, la melodia i les passions.

## Obra

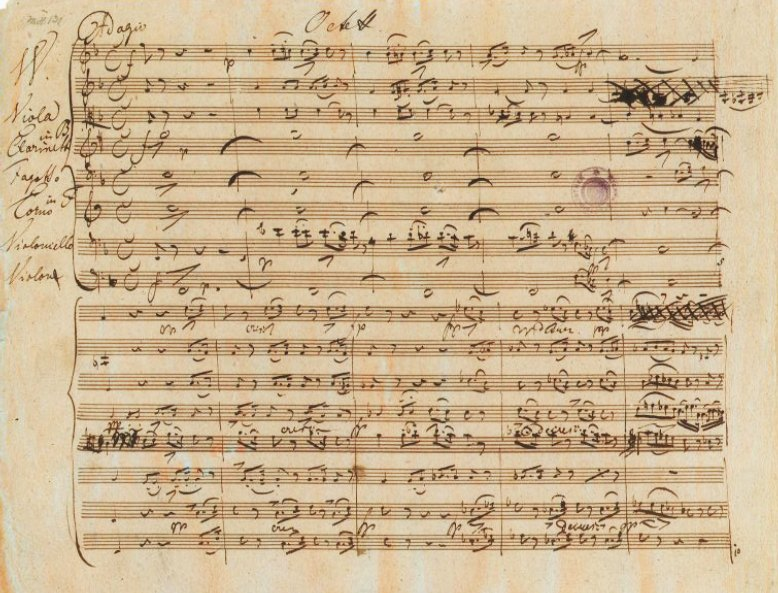
Fragment d'una obra manuscrita

Schubert, tot i morir jove, va ser un compositor molt prolífic amb unes mil obres catalogades per O. E. Deutsch. És per això que apareix una D (Deutsch) en comptes de l'habitual Op. (opus) per indicar el número de composició. Va compondre música per a piano, per a orquestra, música de cambra i moltes cançons o lied per a veu i piano. Podem destacar:
- De la gran quantitat de lieder, el famós Ave Maria o Ellens Gesang III (Cants d'Elena III, D. 839), Ständchen (Serenata, D. 889), An die musik (A la música, D. 547), Die Forelle (La truita, D. 550).
- Els seus cicles de lieder, Die schöne Müllerin (La bella molinera, D. 795), Winterreise (Viatge d'hivern, D.911), Schwanengesang (El cant del cigne, D. 957), Erl-König (El rei dels alisos), cicle estrenat en el Kärntherthor Theater el 7 de març de 1821, pel baríton amic i admirador seu Johann Michael Vogl.[7]
- Dels 8 Impromptus per a piano (D. 899), el núm. 3 en sol major.
- Dels 15 quartets per a corda, el núm. 14 en re menor, «La mort i la donzella» (D. 810)
- El Quintet en la major, «La truita» (D. 667).
- La Marche funèbre d'une marionnette

### Simfonies
La numeració de les simfonies de Schubert, després de les sis primeres, ha plantejat problemes arran de la redescoberta progressiva de partitures de nombrosos projectes de simfonies, abandonats amb major o menor grau d'avançament per part del compositor. La Gran Simfonia D.944 va rebre així el número 7 després de ser descoberta l'any 1838 per Robert Schumann. La descoberta de la Inacabada en la dècada de 1860 la va fer creditora també del número 7, alhora que la Gran passava a ser el número 8. Finalment, la simfonia D.729, amb quatre moviments complets però mai no orquestrada, ha estat considerada una veritable simfonia i se li ha atribuït el número 7, donant a la Inacabada el número 8 i a la Gran el número 9. Aquesta darrera numeració és avui dia la més acceptada i la considerada com a correcta, tot i que sovint cal el recurs als números de catàleg «D» d'Otto Erich Deutsch per a evitar confusions.
- Simfonia núm. 1 en re major D. 82
- Simfonia núm. 2 en si bemoll major D. 125
- Simfonia núm. 3 en re major, D.200
- Simfonia núm. 4 en do menor, dita « Tràgica » D.417
- Simfonia núm. 5 en si bemoll major, D.485
- Simfonia núm. 6 en do major, dita « Petita » D.589

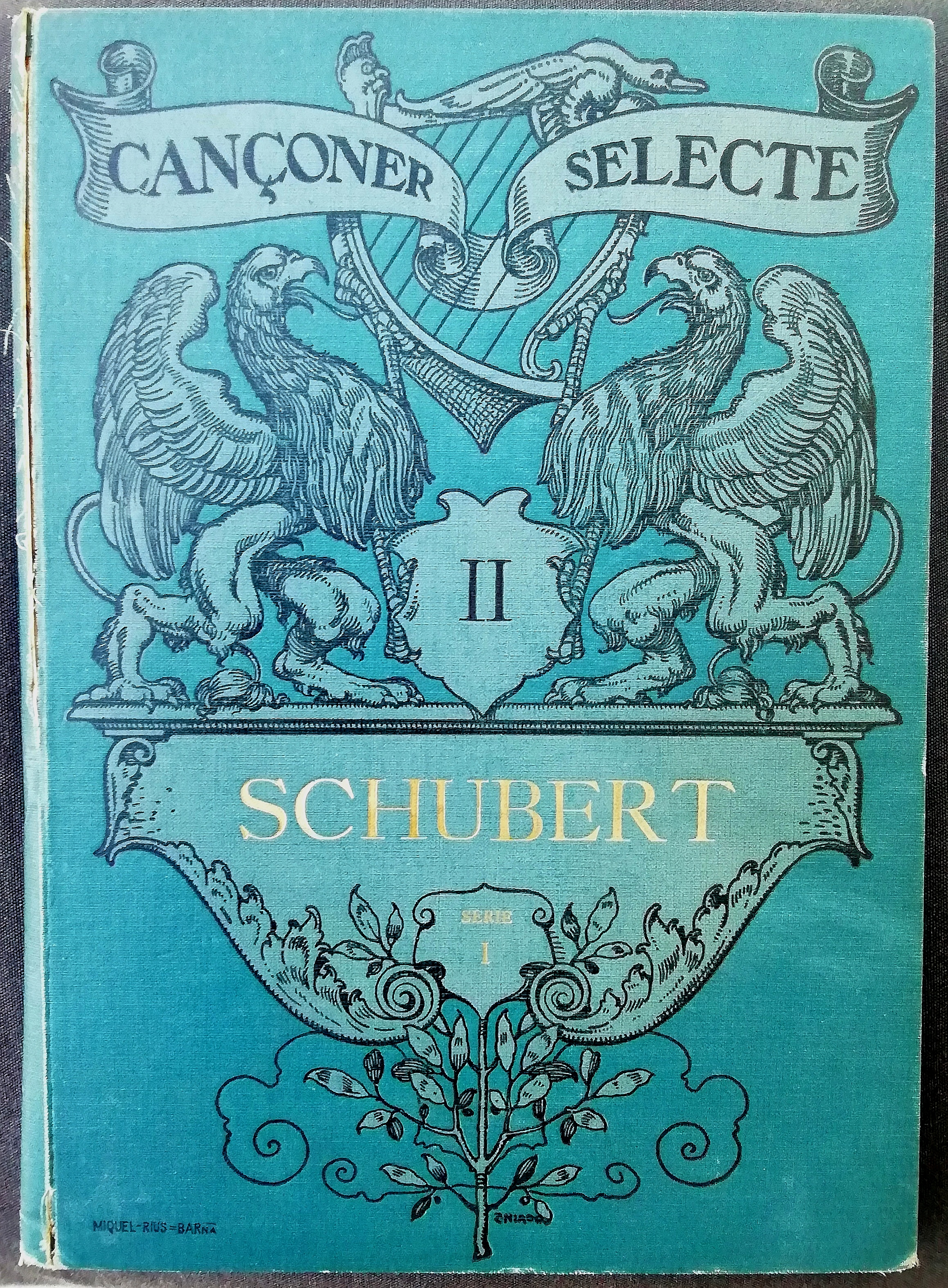
Recull de cançons de Schubert traduïdes al català i publicades a Barcelona l'any 1908

- Recull de cançons de Schubert traduïdes al català i publicades a Barcelona l'any 1908Simfonia núm. 7 en mi major D.729 (1821)
- Simfonia núm. 8 en si menor, dita «La Inacabada» D.759 (1822)
- Simfonia núm. 9 en do major, dita «La Gran» D.944
- Simfonia núm. 10 en re major D.936A

### Misses
- Missa núm. 1 en fa major, D 105
- Missa núm. 2 en sol major, D 167
- Missa núm. 3 en si bemoll major, D 324
- Missa núm. 4 en do major, D 452
- Missa núm. 5 en la bemoll major, D 678
- Missa núm. 6 en mi bemoll major, D 950
- Missa alemanya, D 872

### Obres per a l'escena
- Der Spiegelritter (ca 1811, D 11): Singspiel, August von Kotzebue. Fragment
- Des Teufels Lustschloß (1813/14, D 84): Natürliche Zauberoper, August von Kotzebue (Hans Otto Theater Potsdam 1978)
- Der vierjährige Posten (1815, D 190): Singspiel, Theodor Körner (Hofoper Dresden 1896)
- Fernando (1815, D 220): Singspiel, Albert Stadler
- Claudine von Villa Bella (1815, D 239): Singspiel, Johann Wolfgang Goethe. Incompleta (Viena 1913)
- Die Freunde von Salamanka (1815, D 326): Singspiel, Johann Mayrhofer (Stadttheater Halle 1928)
- Die Bürgschaft (1816, D 435): Òpera basada en la balada de Friedrich Schiller Die Bürgschaft, Textdichter unbekannt. Fragment (UA konzertant: Wien 1908, szenisch: Friedrich-Schiller-Universität Jena 2005)
- Adrast (1819/1820, D 137): Òpera, Johann Mayrhofer. Unvollendet und fragmentarisch erhalten (Viena 2010)
- Die Zwillingsbrüder (1818/1820, D 647): Posse mit Gesang, Georg von Hofmann (Hofoper Wien 1820)
- Die Zauberharfe (1820, D 644): Zauberspiel mit Musik (Melodram), Georg von Hofmann (Theater an der Wien 1820)
- Lazarus (1820, D 689): Musikalisches Drama, August Hermann Niemeyer. Unvollständig erhalten (Stadttheater Essen 1928)
- Sakontala (1820, D 701): Òpera en 3 actes, Johann Philipp Neumann a partir de l'obra homònima de Kalidasa. Fragment, zum 1. und 2. Akt nur Entwürfe (szenische Uraufführung: Saarländisches Staatstheater, 27 de març de 2010)
- Alfonso und Estrella (1821/22, D 732): Große heroisch-romantische Oper, Franz von Schober (Hoftheater Weimar 1854)
- Die Verschworenen (1823, D 787): Singspiel, Ignaz Franz Castelli (Stadttheater Frankfurt im Comoedienhaus am Roßmarkt 1861)
- Ferabràs (1823, D 796): Heroisch-romantische Oper, Josef Kupelwieser (Großherzogliches Hoftheater Karlsruhe 1897)
- Rosamunde (1823, D 797): Großes romantisches Schauspiel mit Chören, Musikbegleitung und Tänzen, Helmina von Chézy (Theater an der Wien 1823)
- Der Graf von Gleichen (1827/1828, D 918): Romantische Oper, Eduard von Bauernfeld. Unvollendet (Staatstheater Meiningen 1996)